# Chiesa di Santa Maria della Vittoria (Scurcola Marsicana)
La chiesa di Santa Maria della Vittoria è un edificio religioso che si trova a Scurcola Marsicana (AQ), in Abruzzo. È riconosciuta santuario della Diocesi di Avezzano.

## Storia

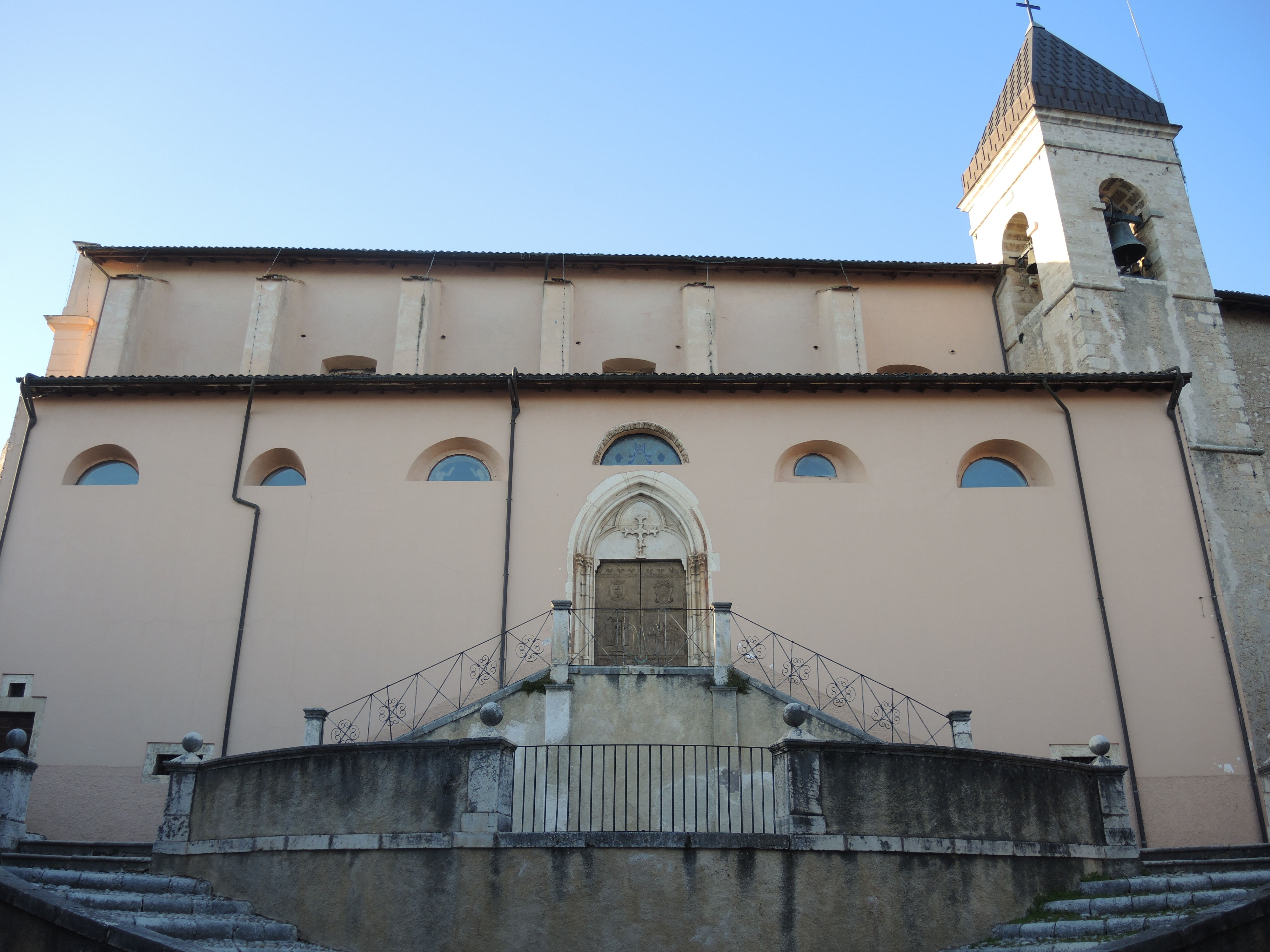
Facciata laterale della chiesa

La chiesa di Santa Maria della Vittoria fu costruita nel 1525 al fianco della Rocca Orsini, sulla parte più alta di Scurcola, dopo la distruzione dell'antica abbazia. Una delle torri del castello fu abbattuta per far posto alla nuova chiesa, realizzata in stile barocco; presso l'altare maggiore vi fu collocata la statua della Madonna della Vittoria rinvenuta nell'antica abbazia. Il vescovo marsicano Matteo Colli fece restaurare la chiesa decorandola a sue spese; anche nel 1757 vi furono decorazioni indirizzate alla statua della Madonna, abbellita con coronate donate dal popolo e altri paramenti donati dal vescovo Brizi. Nel centenario dell'incoronazione la statua fu abbellita da uno scettro d'oro e dieci anni dopo da un trono aureo. La chiesa fu restaurata completamente in stile neoclassico, per quanto concerne la facciata, nel 1849. Fortunatamente la chiesa non subì gravi danni nel terremoto di Avezzano nel 1915, tranne il crollo della cuspide del campanile.

## Architettura

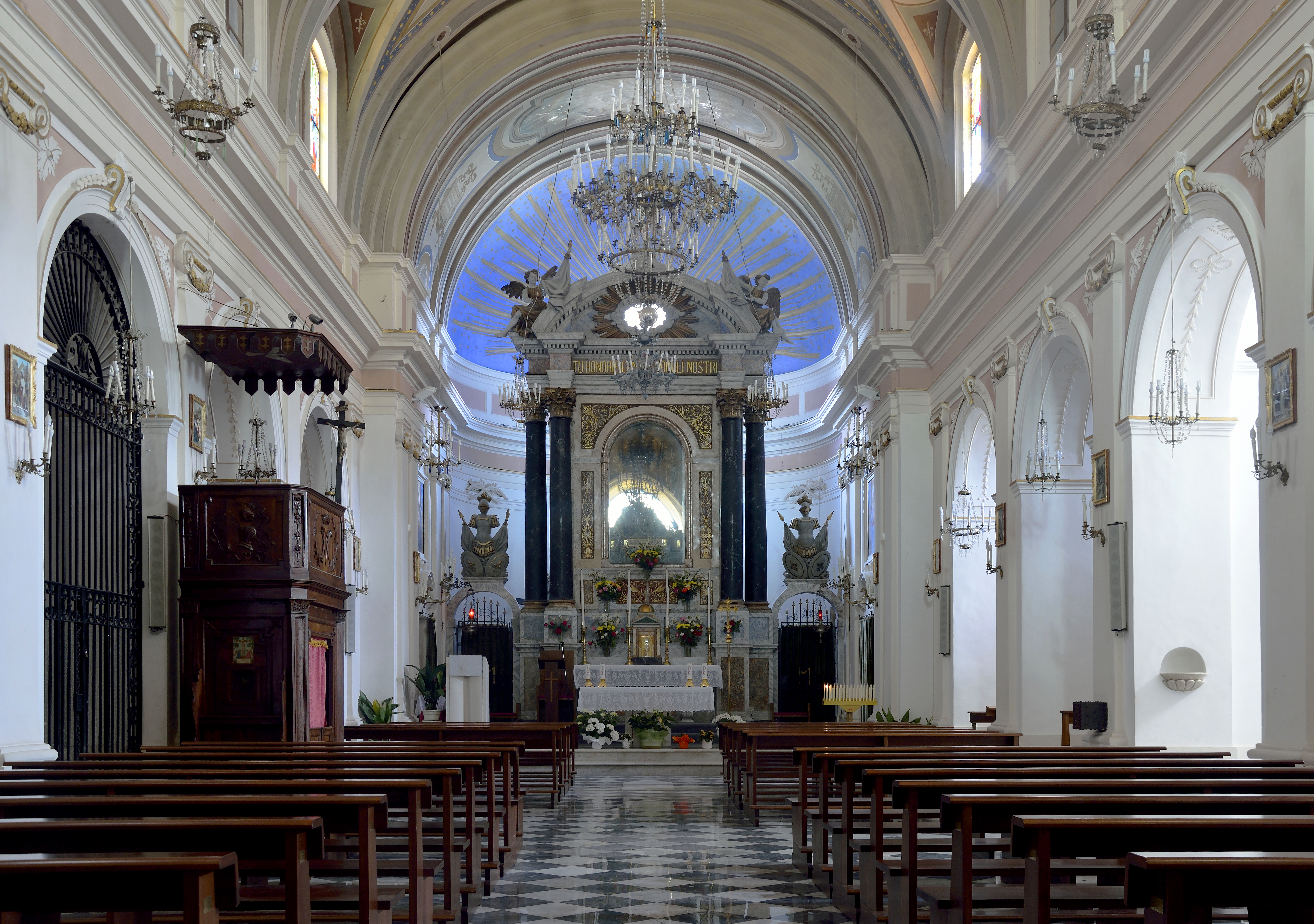
interno

La facciata è intonacata e organizzata da un doppio ordine di paraste binate: il primo contiene il portale architravato neoclassico, con il timpano triangolare, separato da un'alta cornice, il secondo ordine inquadra un'apertura semicircolare sormontata da un frontone triangolare. L'attacco al cielo è leggermente arretrato ed è coronato da una parte centrale raccordata da due ali laterali. Il campanile è una torre a pianta quadrata con la cuspide piramidale ricostruita. Il portale sul fianco a destra è gotico, proveniente appunto dall'abbazia della Vittoria, ornato da strombature, da un aspetto ogivale e da doppie colonne sugli stipiti con capitelli polistili a gattoni. La lunetta dell'arco è decorata da lineamenti a trifoglio con al centro una grande croce greca in rilievo, simbolo dei cavalieri crociati, decorata da petali e incisioni. Gli stipiti bronzei sono cinquecenteschi, con lo stemma della diocesi dei Marsi. L'interno è a navata unica, con volta a botte lunettata e cappelle laterali barocche, scandite da pilastri a capitelli corinzi.

## Statua della Madonna della Vittoria

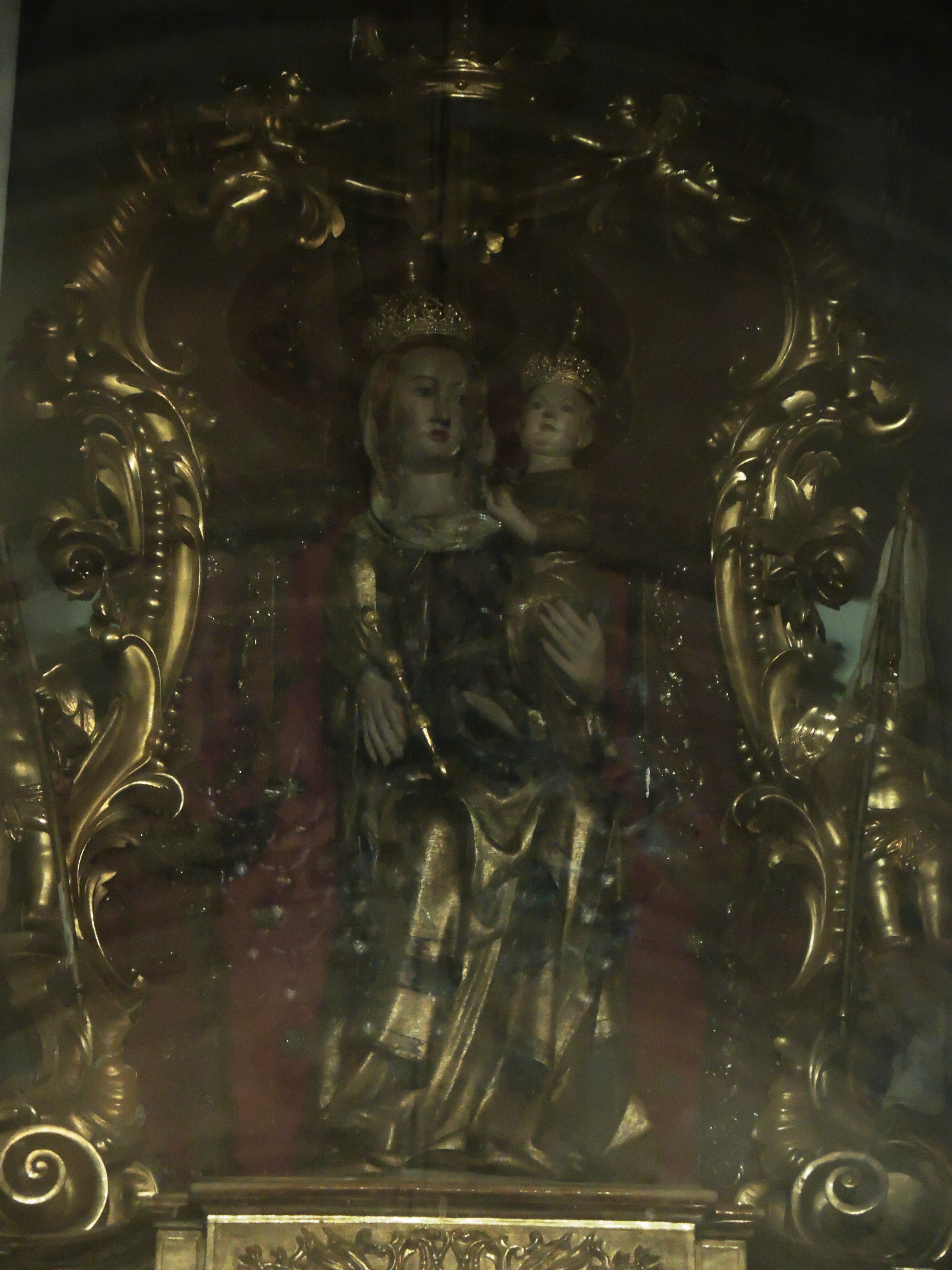
Statua della Madonna col Bambino

Proveniente dalla diruta abbazia della Vittoria, fu costruita nel XIII secolo, o nel successivo. Nel 1525 la leggenda narra del ritrovamento: una donna anziana di Tagliacozzo fu indirizzata da un sogno a recarsi nel posto delle rovine del monastero, e trovò una cassa lignea con all'interno la statua integra. Dopo il ritrovamento ci fu una contesa tra Tagliacozzo e Scurcola per il possesso del manufatto, e così la decisione fu affidata a un asino, sopra la cui groppa misero la statua. L'asino si diresse verso Scurcola e così fu immediatamente avviata la costruzione della nuova chiesa.
La statua della Madonna col Bambino ha una chiara impronta del gotico francese, mostrando però anche caratteri fiorentini e napoletani: vi sono panneggi più leggeri rispetto alle classiche statue romaniche, il modellato è più proporzionato, ormai lontano dalle rigide frontalità delle Madonna del XII secolo. La Vergine è rappresentata in trono mentre sostiene con la sinistra il Bambino, il quale con la destra sembra in procinto di accarezzare i capelli della madre; con l'altra regge il globo terrestre. Il volto della Madonna è leggermente rivolto a sinistra e i suoi tratti si contraddistinguono per una particolare delicatezza; altrettanta soavità si ritrova nei capelli che, fuoriuscendo dalla corona e dal velo, ricadono lievi sulle spalle.
Particolare rilievo merita la postura delle figure: caratterizzata da una progressiva torsione che partendo dal volto e arrivando sino ai piedi, attraversa tutto il corpo, conferendogli estrema fluidità e plasticità. La Madonna viene accostata spesso dalla critica a quella presente nella chiesa di San Silvestro dell'Aquila, con la stessa impostazione delle sagome. La statua è stata modellata solo davanti, avendo la parte retrostante cava, poiché destinata a essere rinchiusa dentro un'edicola lignea con sportelli.
L'edicola originale è andata perduta, e nei primi anni del XVI secolo è stata fabbricata una seconda, con due sportello che si chiudono a triangolo, sui quali sono dipinte a tempera sei scene riguardanti la vita di Cristo, tre per ogni anta. Da sinistra si trovano l'Annunciazione, l'Adorazione e la Presentazione; proseguendo a destra nella parte inferiore si trovano la Flagellazione, la Crocifissione, e la terza scena è illeggibile a causa di uno strappo sacrilego nel 1894; forse riguardava la Resurrezione.